# Alexéi Vikulin
Alexéi Alexándrovich Vikulin –en ruso, Алексей Александрович Викулин– (Lípetsk, 10 de diciembre de 1992) es un deportista ruso que compitió en remo.
Ganó una medalla de plata en el Campeonato Mundial de Remo de 2017 y una medalla de oro en el Campeonato Europeo de Remo de 2017, en la prueba de cuatro sin timonel ligero.

## Palmarés internacional
| Campeonato Mundial | Campeonato Mundial        | Campeonato Mundial | Campeonato Mundial        |
| Año                | Lugar                     | Medalla            | Prueba                    |
| ------------------ | ------------------------- | ------------------ | ------------------------- |
| 2017               | Sarasota (Estados Unidos) | Medalla de plata   | Cuatro sin timonel ligero |
| Campeonato Europeo |                           |                    |                           |
| Año                | Lugar                     | Medalla            | Prueba                    |
| 2017               | Račice (República Checa)  | Medalla de oro     | Cuatro sin timonel ligero |